# Jack Butler Yeats

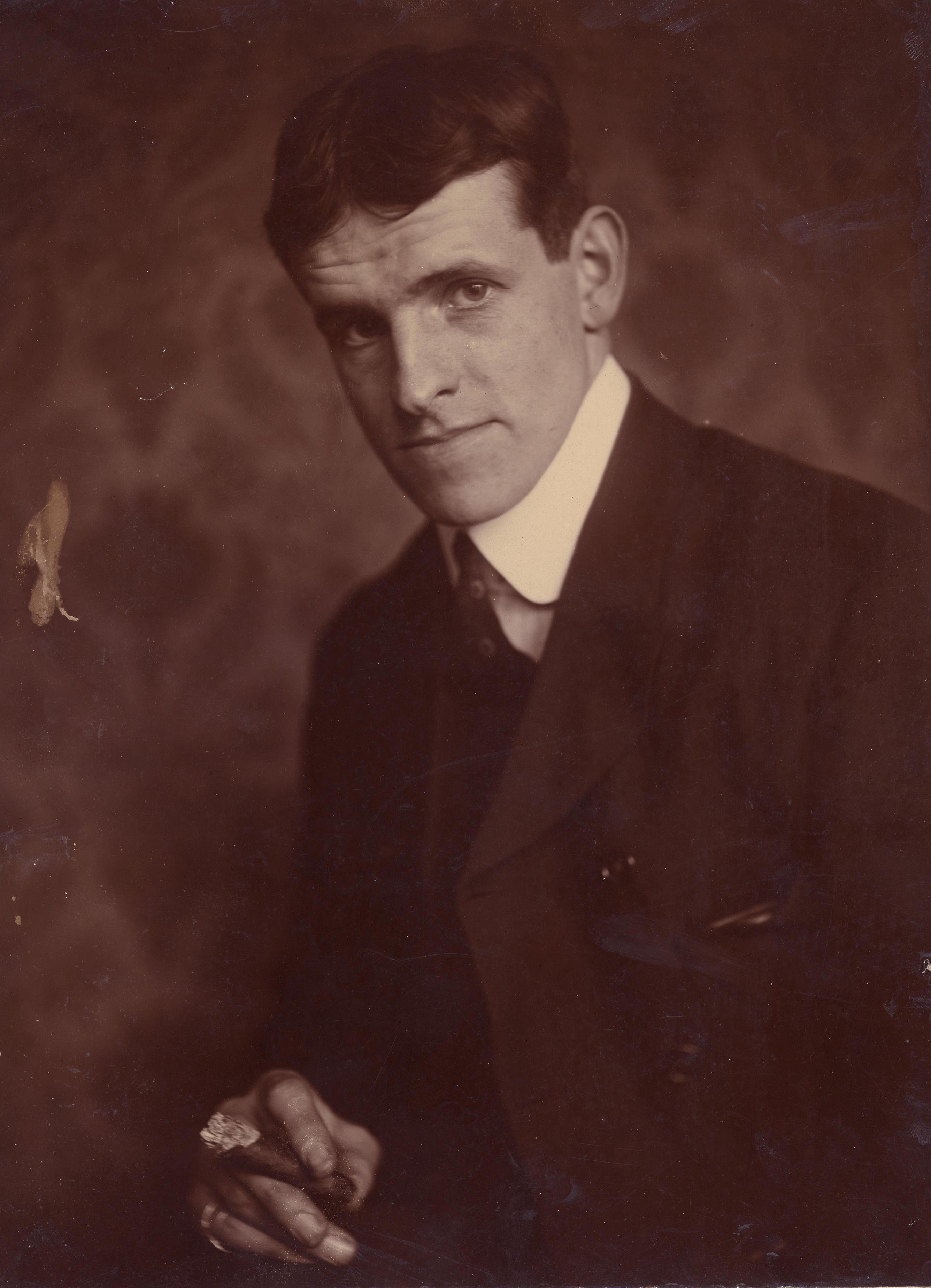
Jack Butler Yeats

Jack Butler Yeats [jeɪts] (* 29. August 1871 in London; † 28. März 1957 in Dublin) war ein irischer Künstler und Autor. Er war ein Sohn des Malers John Butler Yeats und der Bruder des Dichters William Butler Yeats.

## Leben und Schaffen
Jack Butler Yeats wuchs ab 1875 im irischen County Sligo auf. Später studierte er an verschiedenen Kunstschulen in London, unter anderem bei Frederick Brown und Alphonse Legros. In England arbeitete er auch als Illustrator für Zeitungen (z. B. den Manchester Guardian), Magazine (z. B. Punch) und Bücher (z. B. seines Bruders William oder von Synge). 1894 veröffentlichte er den ersten Sherlock-Holmes-Comic. 1897 ließ er sich im englischen Devon nieder. Im selben Jahr stellte er in London seine ersten Gemälde aus – Landschaftsbilder in Wasserfarben. Erst 1906 begann er, mit Ölfarben zu malen.
Anfang des 20. Jahrhunderts zog Yeats in die USA; 1910 ging er nach Irland zurück, zunächst nach Greystones, dann nach Dublin. Ende der 1920er Jahre freundete er sich mit Oskar Kokoschka an. Seit den 1930er Jahren veröffentlichte er auch vermehrt Romane und Dramen, die im Zeichen der englischsprachigen Moderne stehen.
Er starb in Dublin und wurde auf dem Mount-Jerome-Friedhof beigesetzt.
Nicht selten wird Jack Butler Yeats in Irland wegen seiner Darstellungen irischer Menschen und Landschaften als „National Painter“ bezeichnet. Später nahm er sich auch Themen der irischen Mythologie an. Immer wieder verwendete er Zirkus-Motive. Sein Stil entwickelte sich im Laufe der Zeit von eher konventioneller Landschaftsmalerei in Richtung des Expressionismus, von Bildern in Wasserfarben mit einfacher Linienführung und beschränkter Farbpalette zu Ölbildern mit dicken, kräftigen Farbschichten. Im Jahre 1953 schuf er das Ölgemälde Eileen Aroon, welches 2010 zur Kunstsammlung der Bank of Ireland gehörte.
Gemälde des Künstlers befinden sich vor allem in öffentlichen Sammlungen in Dublin (National Gallery, Hugh Lane Gallery), Cork (Municipal Gallery) und Sligo (Niland Gallery). Der größte Teil seines umfangreichen Werks befindet sich in Privatbesitz.

## Werke (Auswahl)

### Romane
- 1930: Sligo
- 1933: Sailing, Sailing Swiftly
- 1936: The Amaranthers
- 1938: The Charmed Life
- 1942: Ah, Well. A Romance in Perpetuity
- 1944: And to You Also
- 1947: The Careless Flower

### Dramen
- 1933: Apparitions
- 1943: La La Noo